# Armstrong-Patent
Armstrong-Patent ist ein  zusammengesetzter Begriff aus der Seemannssprache, der Ende des 19. bis Anfang des 20. Jahrhunderts zur Beschreibung großer Frachtsegler verwendet wurde, die über keine Hilfsmaschinen für die Bedienung der Takelage verfügten. Der scherzhaft gemeinte Begriff spielt auf die bei der Bearbeitung des Schiffes erforderlichen starken Arme (englisch: strong arms) und das Nichtvorhandensein einer Arbeitsvereinfachung (Patent) an. Auch die Wortgleichheit mit dem Schiffs- und Maschinenbauunternehmen Armstrong verstärkt die Wirkung des Wortspiels.
Ein ähnlich konstruierter Begriff ist Hand-McGregor, beziehungsweise Mc-Stemm, der hauptsächlich  in den 1950er bis 1980er Jahren nach dem Aufkommen McGregor-Faltlukendeckel für die erheblich arbeitsintensiveren Holzlukendeckel benutzt wurde.